# Polski Związek Inżynierów i Techników Budownictwa
Polski Związek Inżynierów i Techników Budownictwa (PZITB) – polska organizacja pozarządowa o charakterze naukowo-technicznym i zawodowym, zrzeszająca inżynierów, techników, studentów oraz uczniów szkół budowlanych.

## Historia
Polski Związek Inżynierów i Techników Budownictwa utworzony 14 czerwca 1948 jest kontynuatorem Związku Polskich Inżynierów Budowlanych utworzonego 4 maja 1934.
Od 1989 roku organizuje doroczny konkurs „Budowa Roku”.
Funkcję przewodniczącego Polskiego Związku Inżynierów i Techników Budownictwa w kadencji 2008–2012 pełnił Wiktor Piwkowski. Obecnie funkcję tę sprawuje prof. dr hab. inż. Maria Kaszyńska.
Związek posiada osobowość prawną. Terenem działania związku jest obszar Rzeczypospolitej Polskiej, a siedzibą władz naczelnych Warszawa. Związek może być członkiem krajowych oraz zagranicznych organizacji zrzeszających stowarzyszenia naukowo-techniczne. PZITB współpracuje z innymi związkami i stowarzyszeniami działającymi w sferze szeroko rozumianego budownictwa i inżynierii lądowej.

## Cele
Podstawowymi celami PZITB są m.in.:
- dbanie o właściwy poziom zawodowy i etyczny oraz godność i solidarność swoich członków,
- rozwój myśli technicznej i organizacyjnej budownictwa,
- dbanie o wysokie kwalifikacje kadry technicznej budownictwa i udzielanie pomocy w rozwoju zawodowym członków Związku,
- ochrona praw zawodowych swoich członków,
- reprezentowanie niezależnej opinii i wypowiadanie się w sprawach dotyczących budownictwa i jego uregulowań prawnych,
- prowadzenie rzeczoznawstwa budowlanego,
- ochrona środowiska w procesie projektowania, realizacji i użytkowania obiektów budowlanych,
- dbanie o zachowanie wartości kulturowych istniejących obiektów budowlanych,
- organizowanie życia koleżeńskiego, pomocy zawodowej i samopomocy koleżeńskiej.

## Struktura organizacyjna
PZITB ma swoje Oddziały w 28 miastach Polski, w tym we wszystkich miastach wojewódzkich.
Najwyższą władzą stowarzyszenia jest odbywający się w różnych miastach co 4 lata Krajowy Zjazd Delegatów (KZD). Delegaci na Zjazd wybierani na Walnych Zgromadzeniach Sprawozdawczo-Wyborczych Oddziałów, odbywających się kilka miesięcy wcześniej. Kadencje wszystkich władz stowarzyszenia trwają 4 lata.
Krajowy Zjazd Delegatów wybiera:
- Przewodniczącego PZITB,
- Zarząd Główny (liczący obecnie 35 osób),
- Główną Komisję Rewizyjną,
- Główny Sąd Koleżeński,
- Delegata do Rady Krajowej Federacji Stowarzyszeń Naukowo-Technicznych Naczelnej Organizacji Technicznej.

Przewodniczący może sprawować swoją funkcję nieprzerwanie przez maksymalnie dwie kadencje.
Spośród członków Zarządu Głównego wybierani są:
- Zastępcy Przewodniczącego PZITB - dwie osoby,
- Sekretarz Generalny PZITB (oraz jego zastępca),
- Skarbnik Generalny PZITB (oraz jego zastępca).

## Oddziały
Na czele Oddziałów stoją wybierani na Walnych Zgromadzeniach Sprawozdawczo-Wyborczych Oddziałów Przewodniczący. Ponadto Walne Zgromadzenia wybierają kilku lub kilkunasto osobowy Zarząd Oddziału, Komisję Rewizyjną Oddziału (sprawującą kontrolę nad pracami Zarządu) oraz Sąd Koleżeński.
Następnie spośród członków Zarządu Oddziału wybierane jest jego prezydium, w skład którego wchodzą:
- Zastępcy Przewodniczącego - dwie osoby,
- Sekretarz (oraz jego zastępca),
- Skarbnik (oraz jego zastępca).

Na strukturę organizacyjną Oddziałów składają się:
- koła terenowe,
- koła przy uczelniach wyższych - skupiające zazwyczaj ich pracowników,
- koła młodych (zazwyczaj działające na uczelniach wyższych i w szkołach technicznych - skupiające studentów, uczniów i młodych absolwentów do 35 roku życia).
- koła seniorów.

## Nagrody PZITB
PZITB przyznaje następujące nagrody:
- Nagroda im. prof. Stefana Bryły[4]
- Nagroda im. prof. Wacława Żenczykowskiego[4]
- Medal im. prof. Stefana Kaufmana[5]
- Medal im. prof. Romana Ciesielskiego[6]
- Medal im. prof. Aleksandra Dyżewskiego[7]
- Medal im. prof. Leonarda Runkiewicza
- Budowa Roku

## Wydawnictwa
Polski Związek Inżynierów i Techników Budownictwa jest wydawcą dwóch ogólnopolskich czasopism fachowych:
- „Inżynieria i Budownictwo” [8]– miesięcznik ukazujący się od 1938 roku, poświęcony zagadnieniom teorii i praktyki budownictwa, konstrukcji, technologii wykonania robót budowlanych, fizyki budowli, geotechniki i normalizacji technicznej<ref>{{Cytuj stronę|tytuł=Inżynieria i Budownictwo|url=https://inzynieriabudownictwa.pl|opublikowany=inzynieriabudownictwa.pl|data dostępu=2025-07-14}}</ref>.
- „Przegląd Budowlany”[9] – miesięcznik wydawany od 1929 roku, koncentrujący się na technologii i organizacji robót, sprzęcie budowlanym, przepisach prawa budowlanego i ekonomice budownictwa<ref>{{Cytuj stronę|tytuł=Przegląd Budowlany|url=https://przegladbudowlany.pl|opublikowany=przegladbudowlany.pl|data dostępu=2025-07-14}}</ref>.

Związek publikuje również wydawnictwa jubileuszowe oraz okolicznościowe monografie, m.in. z okazji 80-lecia i 75-lecia istnienia organizacji<ref>{{Cytuj stronę|tytuł=Wydawnictwo jubileuszowe 80-lecia i 75-lecia PZITB|url=https://www.zgpzitb.org.pl/product/wydawnictwo-jubileuszowe-80-lecia-i-75-lecia-pzitb/|opublikowany=zgpzitb.org.pl|data dostępu=2025-07-14}}</ref>.